# گاکوشوئین (باکوماتسو)
گاکوشوئین، (به ژاپنی: 学習院 がくしゅういん Gakushūin)، یک مؤسسه آموزشی دربار امپراتوری بود که در سال ۱۸۴۲ (تنپو ۱۳) در پایان دوره ادو (باکوماتسو) در کیوتو تأسیس شد و در سپتامبر ۱۸۶۸ (دوره میجی ۱) (یا سپتامبر ۱۸۶۹) منحل شد. همچنین به آن کیوتو گاکوشوئین گفته می‌شود تا از گاکوشوئین، مدرسه‌ای برای خانواده امپراتوری و اشراف که در سال ۱۸۷۷ (میجی ۱۰) در توکیو تأسیس شد و سلف شرکت مدارسگاکوشوئین فعلی است، متمایز شود.。 گاکوشوئین یک مؤسسه آموزشی ژاپنی در توکیو است که در اصل برای آموزش فرزندان اشراف ژاپن تأسیس شده است. مدرسه اصلی از وظیفه اصلی خود که در زمینه آموزش خانواده امپراتوری بود گسترش یافته و از آن زمان به شبکه‌ای از موسسه‌های دیگر تبدیل شده است که آموزش دوره پیش دبستانی را تا سطح عالی در بر می‌گیرد.

## تاریخچه

### تاسیس
از زمان آتش‌سوزی بزرگ آنگن (۱۱۷۷) در پایان دوره هی‌آن، زمانی که مدرسه دانشگاه ریتسورویو سوزانده و منحل شد، هیچ موسسه آموزشی رسمی برای فرزندان اشراف در دربار امپراتوری در کیوتو وجود نداشت و امپراتور کوکاکو بازسازی مدرسه دانشگاه را در نظر داشت.
امپراتور بعدی، امپراتور نینکو، شروع به تحقق تأسیس مدرسه کرد و با تأیید شوگون‌سالاری ادو، تصمیم به تأسیس مدرسه در سال ۱۸۴۲ گرفته شد. در سال ۱۸۴۶، سالن سخنرانی در محل کایمیمون-این، بیرون دروازه کنشونمون کاخ امپراتوری کیوتو، تکمیل شد. سخنرانی‌ها در ۹ مارس ۱۸۴۷ (۲۳ آوریل ۱۸۴۷) آغاز شد و سانجو سانه‌تومو اولین رئیس (نماینده) شد. در ابتدا، نام مدرسه ثابت نبود، و برخی آن را «گاکوشوشو» یا «شوگاکوشو» می‌نامیدند، اما پس از آنکه امپراتور کومی در سال ۱۸۴۹ مهر امپراتوری «گاکوشوئین» را به آن اعطا کرد، رسماً گاکوشوئین نامیده شد. موضوع هاای اصلی تدریس شده کنفوسیوس‌گرایی (عمدتاً ژو شی، اما شامل کوگاکو و وانگ یانگمینگیسم نیز می‌شد) با ترکیبی از مطالعات ژاپنی (آموزش ملی) بود؛ مخاطبان (دانش‌آموزان) فرزندان اشراف دربار و غیر کورونین (کورونین) بودند و کلاس‌ها عمدتاً شامل قرائت‌های گروهی و سخنرانی‌ها بود.

در اکتبر ۱۸۵۹ (آنسی ۶)، یوشیدا شوئین، که در پاکسازی آنسی با اعدام روبرو بود، با شاگردش ایری کوئیچی در مورد رویای تأسیس «مدرسه‌ای از دربار آسمانی» در کیوتو صحبت کرد که در آن «هر چهار طبقه بتوانند با هم درس بخوانند»، با محوریت گاکوشوئین، و وصیت خود را برای ساخت «سونجودو» (تالار سونجو) در اینجا به منظور بزرگداشت کسانی که از احترام به امپراتور و اخراج بیگانگان حمایت می‌کردند، به او سپرد (این امر بعداً به عنوان تأسیس سونجودو توسط شیناگاوا یاجیرو در سال ۱۸۸۷ (میجی ۱۰) محقق شد).

### جنبش سوننو-جوئی و گاکوشوئین
از حدود ژوئیه ۱۸۶۲، گاکوشوین به مکانی برای مذاکرات بین دربار امپراتوری و قلمروهای مختلف فئودالی تبدیل شد که پس از حادثه ساکورادامون (1860) به سرعت افزایش یافته بود. در فوریه سال بعد، گاکوشوئین به نهادی برای پذیرش دادخواست‌ها و سایر مطالب کتبی در پاسخ به گسترش بی‌رویه نامه‌ها و پوسترهای ناشناس تبدیل شد. در نتیجه، هواداران رادیکال احترام به امپراتور و اخراج بیگانگان و جوئی (اخراج بربرها) در گاکوشوین جمع شدند تا در مورد امور ملی بحث کنند و میهن‌پرستان از حوزه‌های مختلف فئودالی، مانند تاکاسوگی شینساکو، ماکی یاسواومی و فوکوبا بیسای  ، که در این دوره به عنوان "مشاوران رسمی گاکوشوین" یا "افسران" منصوب شده بودند، با اشراف دربار سوننو-جوئی برای اجرای جنبش جوی نقشه کشیدند. با این حال، در «کودتای ۱۸ اوت» ۱۸۶۳، اشراف دربار سونو-جودی مجازات شدند و افراد مرتبط با قلمرو چوشو و دیگران از ورود به مدرسه منع شدند و پذیرش دادخواست‌ها و مطالب کتبی نیز به حالت تعلیق درآمد. علاوه بر این، پس از دوره گنجی (۱۸۶۴)، محققان ژاپنی از مدرسه بان نوبوتومو  و محققان کنفوسیوسی از کانی-ان، که نسبتاً غیرسیاسی بودند، به عنوان مدرس منصوب شدند و گاکوشوئین نقش اصلی خود را به عنوان یک مؤسسه آموزشی بازیافت که منجر به نوسازی میجی شد.

### انتقال به «شین گاکوشو» (مؤسسه مطالعات چینی)
بعدها، به دلیل آشفتگی سیاسی در کیوتو، گاکوشوئین مجبور به تعطیلی موقت شد، اما در ۱۲ مارس ۱۸۶۸ (۴ فروردین ۱۸۶۸)، دولت جدید آن را احیا کرد و تصمیم گرفت کلاس‌ها را در ۱۹ مارس (۱۱ فروردین) همان سال افتتاح کند و در ۱۵ آوریل (۷ اردیبهشت)، به «دایگاکو ریودای» تغییر نام داد. در همین حال، تقریباً در همین زمان، محققان مکتب هیراتا در زمینه آثار کلاسیک ژاپنی، از جمله یانو گندو، که توسط دولت جدید مأمور به بررسی یک سیستم آموزشی جدید شده بودند، گزارشی ارائه دادند که در آن یک «سیستم گاکوشا»ی ملی‌گرایانه پیشنهاد شده بود، اما محققان کلاسیک چینی در گاکوشوین در برابر این پیشنهاد مقاومت کردند و در نتیجه، در ۱۶ سپتامبر ۱۸۶۸ (۳۱ اکتبر ۱۸۶۸)، دولت جدید تصمیم گرفت کوگاکوشو، که آثار کلاسیک ژاپنی و شینتو را تدریس می‌کرد، و کانگاکوشو، که آثار کلاسیک چینی و کنفوسیوس را تدریس می‌کرد، را به طور موازی تأسیس کند و همزمان، گاکوشوین (دایگاکو ریودای) در کانگاکوشوی تازه تأسیس منحل و منسوخ شد.

### پس از لغو
مؤسسه جانشین، مؤسسه مطالعات چین، یک سال بعد در سپتامبر ۱۸۶۹ (میجی ۲) به بهانه تأسیس «دای گاکو» به همراه آکادمی امپراتوری منحل شد، اما جنبشی قوی برای بازگشایی آن آغاز شد و در دسامبر همان سال (ژانویه ۱۸۷۰)، با آکادمی امپراتوری سابق ادغام و به عنوان «دای گاکو دای» سازماندهی مجدد شد. با این حال، به دلیل کاهش دانش‌آموزان به دلیل انتقال پایتخت به توکیو و درگیری بین جناح‌های ژاپنی و چینی، کاملاً بی‌رونق بود، بنابراین در اوت سال بعد (میجی ۳)، به عنوان یک مدرسه ملی منحل شد و در پایان همان سال (ژانویه-فوریه ۱۸۷۱)، به استان کیوتو منتقل شد، به «فوگاکو» تغییر نام داد و به مدرسه راهنمایی استان کیوتو تبدیل شد. گاکوشوین قدیمی، یک مؤسسه آموزشی برای خانواده امپراتوری و اشراف، در سال ۱۸۷۷ (دهم میجی) توسط انجمن اشراف تازه تأسیس شد و در سال ۱۸۸۸ (۲۱ میجی)، مهر امپراتوری «گاکوشوئین» که به گاکوئشوین سابق کیوتو داده شده بود، دوباره اعطا شد و آن را به یک مدرسه ملی تحت نظارت وزارت دربار امپراتوری تبدیل کرد.